# Cornelia Vismann

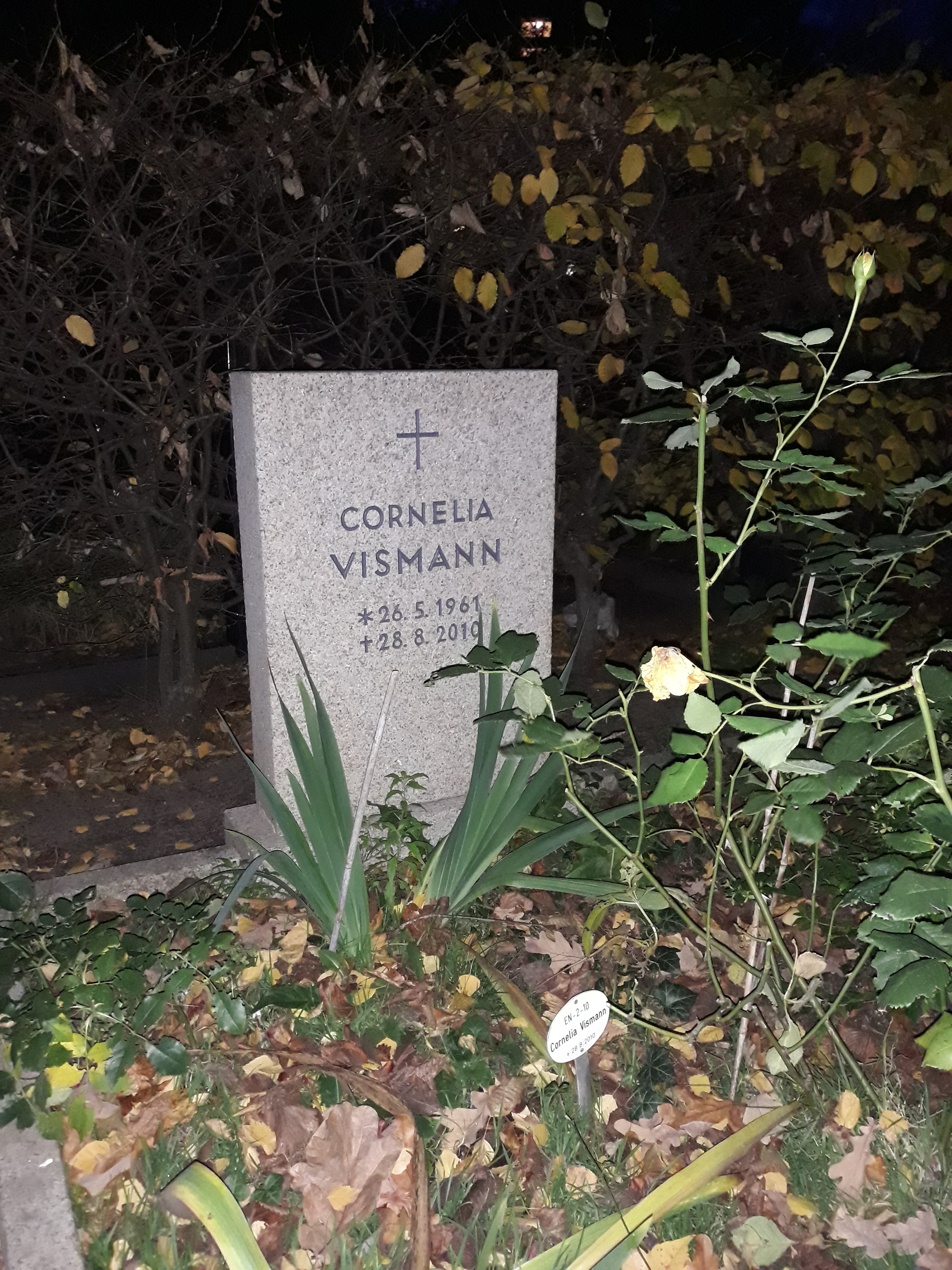
Das Grab von Cornelia Vismann auf dem Evangelischen Kirchhof Alt-Schöneberg in Berlin.

Cornelia Vismann (* 26. Mai 1961 in Hankensbüttel; † 28. August 2010 in Berlin) war eine deutsche Rechtshistorikerin, Medientheoretikerin, Philosophin und Privatdozentin für Öffentliches Recht.

## Leben
Cornelia Vismann studierte Rechtswissenschaften und Philosophie in Freiburg im Breisgau, Hamburg und Berkeley. Nach einer Tätigkeit als Rechtsanwältin im Arbeitsrecht in Berlin war sie wissenschaftliche Mitarbeiterin am Potsdamer Einstein Forum. 1999 wurde sie mit der Arbeit Akten – Medientechnik und Recht am Fachbereich Rechtswissenschaft der Johann Wolfgang Goethe-Universität Frankfurt am Main bei Michael Stolleis und Günter Frankenberg promoviert. Im Jahr 2007 wurde sie mit ihrer in der Folge nicht mehr veröffentlichten Arbeit zur Verfassung nach dem Computer bei Thomas Vesting habilitiert.  Von 2002 bis 2009 war Vismann wissenschaftliche Mitarbeiterin des Max-Planck-Instituts für europäische Rechtsgeschichte in Frankfurt am Main.
Nach ihrer Habilitation hatte sie zunächst die Lehrstuhlvertretung an der Fakultät für Medien der Bauhaus-Universität Weimar inne. Von 2008 bis zu ihrem Tod war sie dort Professorin für Geschichte und Theorie der Kulturtechniken.
Cornelia Vismann war verheiratet und hatte eine Tochter. Sie starb im Alter von 49 Jahren in Berlin.

## Werk
Cornelia Vismann ist vor allem für die aus ihrer Dissertation hervorgegangene Monographie über Akten bekannt geworden, in der sie Medientheorie und Rechtsgeschichte verknüpft. Für eine rechtstheoretische Abhandlung außergewöhnlich, wurde sie in mehreren großen Tageszeitungen wie der FAZ, der NZZ, der SZ und der TAZ positiv besprochen. Das Werk erschien als Taschenbuch und erschien auf Initiative von Werner Hamacher 2008 in englischer Übersetzung. Vismann gab Sammelbände vor allem zu rechtstheoretischen und rechtsgeschichtlichen Themen heraus. In den 1990er Jahren war Vismann in Berlin in Autonomen Gruppen aktiv; ihre Texte in diesem Zusammenhang erschienen unter dem Pseudonym „Severine Lansac“.
Kurz vor ihrem Tod vollendete Vismann ihr letztes Buch „Medien der Rechtsprechung“, das im Juni 2011 im S. Fischer Verlag erschienen ist. Darin analysiert sie den „Abschied des Gerichts von seinen theatralischen Ursprüngen“, wie er sich insbesondere durch die Zulassung von Medien im Gerichtssaal darstellt. 2012 folgte unter dem Titel „Das Recht und seine Mittel“ eine Auswahl ihrer wichtigsten Schriften. Vismann war Mitherausgeberin der Zeitschrift für Ideengeschichte, von Tumult: Schriften für Verkehrswissenschaft, des German Law Journal sowie der Reihe „Zur Einführung“ im Hamburger Junius Verlag.
Das Schwerpunktthema der Zeitschrift für Medien- und Kulturforschung 2/2011 zu den Medien des Rechts ist der Forschung von Cornelia Vismann gewidmet.

## Publikationen

### Monografien
- Akten. Medientechnik und Recht. Fischer, Frankfurt am Main, 2000, 2. Auflage 2001. Zugl.: Frankfurt (Main), Univ., Diss., 1998/1999. Englische Ausgabe unter dem Titel: Files: Law and Media Technology, Stanford University Press, 2008; übersetzt von Geoffrey Winthrop-Young.
- Verfassung nach dem Computer. Frankfurt (Main), Univ., Habil.-Schr., 2006/2007. Unveröffentlicht.
- Vom Griechenland. Merve Verlag, Berlin 2001, zusammen mit Friedrich Kittler.
- Medien der Rechtsprechung. S. Fischer Verlag, Frankfurt am Main 2011, ISBN 978-3-10-067031-1 (herausgegeben von Alexandra Kemmerer und Markus Krajewski).[9]
- Das Recht und seine Mittel. S. Fischer Verlag, Frankfurt am Main 2012, ISBN 978-3-10-067032-8 (herausgegeben von Markus Krajewski und Fabian Steinhauer).
- Das Schöne am Recht, Erweitert um die Trauerreden von Friedrich Kittler und Werner Hamacher. Merve Verlag, Berlin 2012, ISBN 978-3-88396-303-7.

### Herausgabe von Sammelbänden
- Derrida and Legal Philosophy. zusammen mit Peter Goodrich, Florian Hoffmann und Michel Rosenfeld, Palgrave Macmillan, New York, 2008.
- Law and Visual Culture. Guest Editor for Parallax, issue 49 (2008), Taylor and Francis, Abington, UK.
- Bildregime des Rechts. merz&solitude, Reihe Reflexiv, Stuttgart 2007 (herausgegeben mit Jean-Baptiste Joly und Thomas Weitin), darin: „Bildregime des Rechts – Rechtsregime des Bildes“, 15-32.
- römisch (Tumult. Schriften zur Verkehrswissenschaft Heft 30), diaphanes Verlag, Berlin und Zürich (zusammen mit Walter Seitter).
- Urteilen/Entscheiden. Wilhelm Fink Verlag, München / Paderborn (zusammen mit Thomas Weitin), darin: „Einleitung“, 11-16 und „Das Drama des Entscheidens“, 91-100.
- Jacques Derrida – Before, Through, Beyond (the) Law. Special issue des German Law Journal vol. 6 (2005) (zusammen mit Florian Hoffmann), darin: „Derrida, philosopher of law“.
- Pierre Legendre. Historiker, Psychoanalytiker, Jurist (Tumult. Zeitschrift für Verkehrswissenschaft Heft 26) Syndikat-Verlag, Berlin 2001.
- Widerstände der Systemtheorie. Kulturtheoretische Überlegungen zum Werk von Niklas Luhmann. Akademie, Berlin 1999 (hrsg. mit Albrecht Koschorke).
- Geschichtskörper. Zur Aktualität von Ernst H. Kantorowicz. Wilhelm Fink, München 1998 (herausgegeben mit Wolfgang Ernst).

### Ausgewählte Aufsätze
- Two Critics of Law: Benjamin and Kraus. In: Walter Benjamin after the Twentieth Century: The Future of a Past, in Cardozo Law Review, 26. Jg., 2005, 1159-1177
- Bildungs-Institution oder eine Deklination des Römischen. In: Aris Fioretos (Hrsg.): Babel. Für Werner Hamacher. Urs Engeler, Basel 2009, ISBN 3-938767-55-3, S. 380–388